# Matilda Dodge Wilson
Pour les articles homonymes, voir Dodge (homonymie) et Wilson.
Matilda Dodge Wilson, née Rausch le 19 octobre 1883 à Walkerton (Ontario, Canada) et morte le 19 septembre 1967, est une femme politique américaine membre du Parti républicain. Elle est lieutenant-gouverneur du Michigan (en) entre 1940 et 1941, devant la première femme à occuper cette fonction aux États-Unis.
Considérée comme l'une des femmes les plus riches des États-Unis à son époque, elle est la veuve de John Francis Dodge, cofondateur de la société automobile Dodge à Détroit (Michigan), avec son frère Horace Dodge. Elle est à l'origine du campus d'Oakland de l'université d'État du Michigan, de nos jours l'université d'Oakland, avec son second mari Alfred Wilson et John A. Hannah (en). Le campus est aménagé sur son domaine de 5,7 km2, Meadow Brook Farms (en).

## Biographie

### Origines et famille
Matilda Rausch est la fille d'immigrants allemands au Canada. Elle étudie à l'école publique de Détroit, puis obtient son diplôme au Gorsline Business College dans la même ville. En 1902, elle commence à travailler pour la Dodge Motor Company et cinq ans plus tard, elle épouse son cofondateur John Francis Dodge.
Après la mort de ce dernier en 1920, Matilda Dodge hérite de sa part dans la Dodge Brothers Company et devient l'une des femmes les plus riches des États-Unis. Peu de temps après, elle rencontre l'industriel du bois Alfred G. Wilson à la First Presbyterian Church (en) de Détroit et ils se marient le 29 juin 1925. À la mort d'Alfred Wilson le 6 avril 1962, Mathilde reçoit de nouveau la majeure partie de l'héritage de son défunt mari.
Matilda et John Dodge ont trois enfants : Frances (en) (1914-1971), Daniel (1917-1938) et Anna Margaret (1919-1924). Elle est aussi la belle-mère des trois enfants que John a eu de son premier mariage, dont Isabel Dodge Sloane (en). Matilda et Alfred Wilson adoptent deux enfants, Richard et Barbara.

### Carrière politique
Membre du Parti républicain, elle devient lieutenant-gouverneur du Michigan (en) en 1940. Nommée à cette fonction, elle devient la première femme à occuper le poste de lieutenant-gouverneur d'un État américain. Il faut attendre 1983, pour qu'une autre femme, Martha Griffiths, occupe de nouveau cette fonction au Michigan, mais cette fois-ci élue.

### Meadow Brook Hall

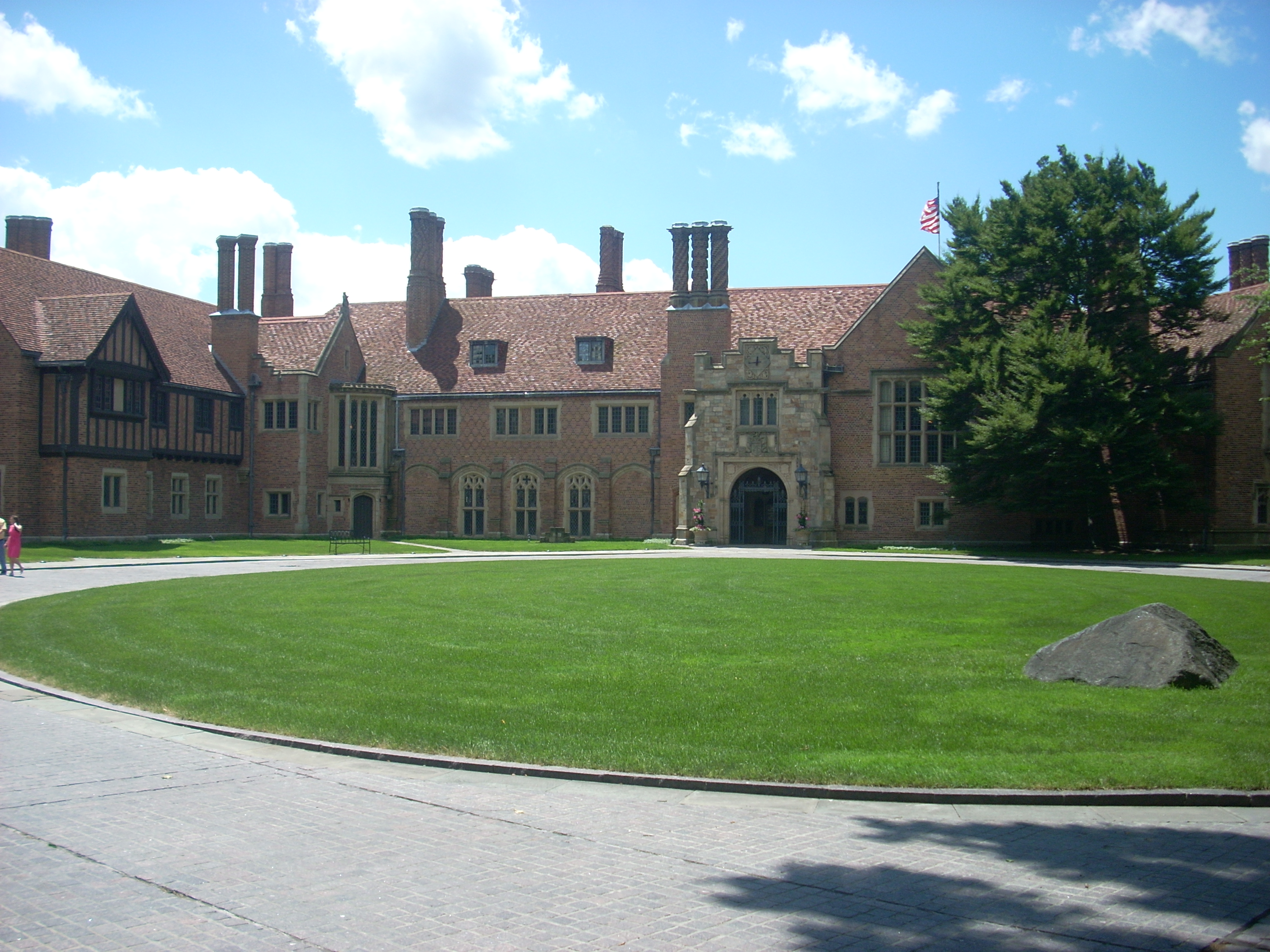
Meadow Brook Hall.

Matilda Dodge Wilson est l'auteure de A Place in the Country, un ouvrage consacré à sa demeure Meadow Brook Farms (en). Elle guide le lecteur à travers le manoir et lui présente sa collection d'art, qui compte des œuvres de Joshua Reynolds, Thomas Gainsborough, Gilbert Stuart, George Romney, Frederic Remington, Émile van Marcke, Rosa Bonheur, Giusto Sustermans et Louis Betts.
À la fin des années 1920, elle demande au cabinet d'architectes de Detroit Smith Hinchman & Grylls de concevoir le Music Hall Center for the Performing Arts (en) (1928) et le Meadow Brook Hall (en) (1929). Les deux bâtiments sont conçus par William Kapp et accueillent chacun un élément sculpté par Corrado Parducci (en).

### Sépulture
En 1939, Matilda et Alfred Wilson font construire un mausolée de style Art déco en granit pâle dans le cimetière Woodlawn (en), conçu par l'architecte new-yorkais William Henry Deacy et mobilisant de nouveau le sculpteur Corrado Parducci. Il est situé à proximité du mausolée de la famille Dodge, où le premier mari de Matilda Dodge Wilson est enterré.